# چمنی (مرودشت)
چمنی (مرودشت)، روستایی از توابع بخش درودزن شهرستان مرودشت در استان فارس ایران است.

## موقعیت
این روستا در بخش شمالی از شهرستان مرودشت مسیر فرعی منتهی به بخش درودزن و شهر رامجرد که در ۴۱ کیلومتری شیراز می‌باشد و در ۲۰ کیلومتری شمال غرب شهرستان مرودشت و در ۴ کیلومتری مسیر تردد اصلی محور شمالی این شهرستان واقع شده‌است.
جاده آسفالته روستایی از سمت شهر رامجرد بطول ۷ کیلومتر تا ورودی روستای از سمت شمال در حال حاضر باز و قابل تردد می‌باشد.

## جمعیت
این روستا در دهستان رامجرد دو قرار داشته و براساس آخرین سرشماری جمعیت برابر با ۱۲۹۰ نفر شامل ۱۳۵ خانوار می‌باشد.

## آب و هوا
آب و هوای این روستا کاملاً معتدل و از نظر کشاورزی بیسار مرغوب و دارای تنوعات محوصلات کشاورزی متعددی می‌باشد. از سال ۱۳۸۰ تا سال ۱۴۰۰ بیشترین کاهش نزولات جوی در این منطقه و بساری مناطق دیگر حاکم بوده و موجب بی رونقی تولید محصولات کشاورزی شده‌است. استفاده بی‌رویه از آب‌های زیر زمینی با حفر چاه‌های غیرمجاز یا برداشت غیراصولی و آبیاری سنتی و غیراصولی هم در این زمینه کمک کرده تا ضمن خشکی سفره‌های زیرزمینی آب، خسارات زیاد و غیرقابل چبران به بخش کشاورزی وارد شود. در چند ساله اخیر با افزایش بارندگی هنوز جیران کاستی‌های گذشته محقق نشده و روند خشکسالی در دوره دوم ۷ و ۹ ساله همچنین ادامه دارد.

## ساختار زمین طرح هادی روستایی (ماده ۴)
پیرو اساس‌نامه مربوط به بنیاد مسکن و انقلاب اسلامی و بند و تبصره‌های خاص طرح هادی روستایی
از سال ۱۳۸۷ در بخش جنوبی روستا و زمین‌های مجاور جاده اصلی روستا بین جوانان روستا حسب شرایط تقسیم و از طریق بنیاد مسکن واگذار شده‌است. هرچند برخی افراد ازاین موقعیت سوءاستفاده نموده و با رانت و نفوذ نسبت به برخی بی عدالتی‌ها و اخذ زمین هرچند بصورت قانونی اقدام کرده‌اند. هنوز هم تطمیع برخی افراد در این راستا ادامه‌دار است.

## دیدنی‌ها
بقعه متبرک ایوب نیز از جاذبه‌های مهم این روستا شمره می‌شود بطوریه که در ماه حدوداً ۱۵۰۰ الی ۲۵۰۰ سفر کوتاه به این منطقه گردشگری صورت می‌پذیرد. اتباع افغانستان نیز علاقه خاصی به این محل و جاذبه دارند…
دارای ۲ مدرسه راهنمایی و ابتدایی می‌باشد، شهید حسن عباسپور و شهید فلکناز روستا.
تل بادومی و سیزده سوراخ که مکان‌های تاریخی از یاد رفته هستند.